# Oman na Mistrzostwach Świata w Lekkoatletyce 2023
Oman na Mistrzostwach Świata w Lekkoatletyce 2023 – reprezentacja Omanu podczas mistrzostw świata w Budapeszcie liczyła jednego zawodnika.

## Skład reprezentacji

### Mężczyźni
| Zawodnik             | Konkurencja   | Eliminacje | Eliminacje | Półfinał | Półfinał | Finał | Finał   | Źródło |
| Zawodnik             | Konkurencja   | Wynik      | Pozycja    | Wynik    | Pozycja  | Wynik | Pozycja | Źródło |
| -------------------- | ------------- | ---------- | ---------- | -------- | -------- | ----- | ------- | ------ |
| Mohamed Obaid Alsadi | bieg na 200 m | 21,39      | 51.        | NQ       | NQ       | NQ    | NQ      | [ 1 ]  |